# نطشاوية
النطشاوية (الاسم العلمي: Crotalarieae) هي قبيلة من النباتات تتبع الفصيلة البقولية من رتبة الفوليات.

## أجناس النطشاوية
- النطش
- الأسبلاط